# Tabanus lucidulus
Tabanus lucidulus är en tvåvingeart som beskrevs av Walker 1848. Tabanus lucidulus ingår i släktet Tabanus och familjen bromsar.
Artens utbredningsområde är Jamaica. Inga underarter finns listade i Catalogue of Life.